# Obniżenie Krzepickie
Obniżenie Krzepickie (341.26) – mezoregion fizycznogeograficzny w południowej Polsce, stanowiący środkowo-północną część Wyżyny Woźnicko-Wieluńskiej. Region ma kształt podłużnego pasma o orientacji północny zachód – południowy wschód. Graniczy on od zachodu z Progiem Herbskim, a od wschodu z Wyżyną Wieluńską; na samej północy styka się z Wysoczyzną Wieruszowską, a na południu przechodzi w Obniżenie Górnej Warty. Region leży na pograniczu województw śląskiego i opolskiego oraz marginalnie na peryferich województwa łódzkiego. Nazwa mezoregionu pochodzi od miasta Krzepice.
Obniżenie Krzepickie (341.26) wypełnia gruba warstwa glin i piasków czwartorzędowych ukształtowanych w niewielkie pagórki morenowe i wały kemowe. Jest to obszar rolniczy i w północnej części przeważają 4 i 5 kompleksy przydatności rolniczej (kpr) na glebach płowych. W południowej części mezoregionu dominują 5 i 6 kpr na glebach płowych i rdzawych, ale na małych powierzchniach występują również 7, 8 i 9 kpr gleb.
Jest to gęsto zaludniony region rolniczy, położony w obniżeniu wypełnionym grubą warstwą glin i piasków z okresu czwartorzędu. Rzeźba terenu, w której występują liczne wzgórza i wały kemowe, osiąga wysokość od 220 do maksymalnie 300 m n.p.m. Dominującym ciekiem wodnym mezoregionu jest rzeka Pankówka.
Głównym ośrodkiem miejskim w Obniżeniu Krzepickim są Krzepice, a na jego pograniczu z Wyżyną Wieluńską leży Kłobuck.
Mezoregion rozpościera się na terenie gmin (od północy ku południu): Mokrsko, Praszka, Rudniki, Radłów, Lipie, Krzepice, Przystajń, Panki, Opatów, Wręczyca Wielka i Kłobuck.